# 紅白が生まれた日
『放送90年ドラマ 紅白が生まれた日』（ほうそうきゅうじゅうねんドラマ こうはくがうまれたひ）はNHK総合テレビで2015年3月21日に放送された日本のテレビドラマの特別番組。主演は松山ケンイチ。
終戦間もない1945年（昭和20年）の大晦日にNHKで放送され、後の『NHK紅白歌合戦』の前身となったラジオ番組『紅白音楽試合』の誕生を、番組を発案したディレクターを主人公として描くドラマ。出場歌手のキャラクターには並木路子など実在の人名も登場する。
本番組は4Kにて制作され、神奈川県横浜市の緑山スタジオ・シティ、栃木県などで2015年1月上旬から下旬まで撮影された。

## キャスト
新藤達也（しんどう たつや）
演 - 松山ケンイチ
放送協会放送員（ディレクター）。
竹下光江（たけした みつえ）
演 - 本田翼（現代、語り：草村礼子）
放送協会放送員。元アナウンサーだが、終戦後雑用係となる。
並木路子（なみき みちこ）
演 - miwa
出場歌手。
松井志郎（まつい しろう）
演 - 小林隆
管理職の放送員。
古川ロッパ（ふるかわ ロッパ）
演 - 六角精児
白組司会。
水の江瀧子（みずのえ たきこ）
演 - 大空祐飛
赤組司会。
ジョージ馬淵（ジョージ まぶち）
演 - 星野源
GHQ内検閲担当部署（CIE）の通訳。日系アメリカ人。
山田孝介（やまだ こうすけ）
演 - 高橋克実
新藤の知人。
山田佳代子（やまだ かよこ）
演 - 中島ひろ子
孝介の妻。
菊地信之（きくち のぶゆき）
演 - 松澤一之
レコード会社の大物社員。
吉村真治（よしむら しんじ）
演 - 趙珉和
新藤の同期。
加藤圭介（かとう けいすけ）
演 - 玉置孝匡
新藤の先輩。
山川浩平（やまかわ こうへい）
演 - 菊田大輔
新藤の後輩。
アナウンサー 田辺（たなべ）
演 - 小松和重
総合司会アナウンサー。
ディック・ミネ
演 - 遠藤要
ジャズ・ブルース歌手。
市丸（いちまる）
演 - 原史奈
芸者歌手。
ベティ稲田（ベティ いなだ）
演 - 泉里香
歌手。ディック・ミネの恋人。
霧島昇（きりしま のぼる）
演 - 竹森千人
歌手。
松原操
演 - 恒吉梨絵
歌手。霧島の妻。
警備員
演 - 鈴之助
現代パートの紅白歌合戦会場警備員。
以上のキャスト出典：
倉田良平
演 - 松永博史
講談師
演 - 一龍斎貞水
ロバーツ
演 - ブレイク・クロフォード
スミス
演 - ボブ・ワーリー
川田正子
演 - 石井心愛
村木伸一
演 - 山口哲史
村木陽子
演 - 石井心咲
その他
演 - 並樹史朗、ノッチ、今野浩喜、高橋修、松林慎司、花戸祐介、辻本一樹、佐藤委子、井口尚哉、後藤ひろみ、大谷恭子、片岡寛晶、三富考樹、クロキプロ、新音楽協会、リミックス、芸優、JAE、ベイサイド、テアトルアカデミー、ドルチェ、グリーンメディア、稲川素子事務所、オフィスMORIMOTO

## スタッフ
- 作 - 尾崎将也
- 音楽 - 遠藤浩二
- 制作統括 - 三鬼一希（NHK）
- 演出 - 堀切園健太郎（NHK）
- 時代考証 - 天野隆子
- 英語指導 - 塩屋孔章
- 所作指導 - 西川扇重郎
- 擬闘 - 青木哲也
- 資料提供 - 松竹、近藤美佐子
- 撮影協力 - 茨城県、茨城県高萩市、聖心女子大学
- 美術 - 有本弘
- 技術 - 佐々木喜昭
- 音響効果 - 畑菜穂子
- 撮影 - 細野和彦
- 照明 - 久慈和好
- 音声 - 大宅健司
- 映像技術 - 金丸岳生
- VFX - 釣木沢淳
- CG制作 - 田口健太郎（白組）
- 美術進行 - 浅沼道之
- 記録 - 阿部格
- 編集 - 髙室麻子
- ポスプロ協力 - ソニーPCL[8]

## 関連商品
DVD
2015年11月27日、NHKエンタープライズより発売。本編73分+特典5分、リージョン2。特典映像としてmiwa「リンゴの唄」、大空祐飛「ポエマタンゴ」 歌唱フルバージョン収録。